# Szczeciniec mniejszy
Szczeciniec mniejszy (Thryonomys gregorianus) (ang. Lesser cane rat, Smaller grascutter) – gatunek afrykańskiego gryzonia z rodziny szczecińcowatych (Thryonomyidae) z rodzaju szczeciniec (Thryonomys).

## Systematyka
Thryonomys gregorianus należy do parworzędu Phiomorpha – afrykańskiego odpowiednika taksonu Caviomorpha grupującego południowoamerykańskie gryzonie infrarzędu jeżozwierzokształtnych. Część zoologów rozróżnia dwa podgatunki: T. gregorianus gregorianus Thomas, 1894, oraz T. gregorianus sclateri Thomas, 1897, lecz kwestia czy podział jest zasadny jest nierozstrzygnięta. Do rodzaju Thryonomys należy także Szczeciniec większy (Thryonomys swinderianus).
Gatunek po raz pierwszy zgodnie z zasadami nazewnictwa binominalnego opisał w 1894 roku brytyjski zoolog Oldfield Thomas nadając mu nazwę Aulacodus gregorianus. Holotyp pochodził z obszaru rzeki Luiji Reru (0°35′00″S 37°05′00″E/-0,583333 37,083333), w Konu, na wysokości 5700 ft (1737 m), w Kenii. 

## Nazewnictwo

### Nazewnictwo łacińskie
Nazwa rodzajowa Thryonomys pochodzi od greckich słów:  gr. θρυον thruon oznaczającego „trzcinę”, oraz μυς mus, μυος muos znaczącego „mysz” i jest prawdopodobnie aluzją do życia wśród trzcin. Nazwa gatunkowa jest eponimem i honoruje prof. Johna Waltera Gregory’ego (1817–1892), szkockiego odkrywcę, stratygrafa, paleontologa bezkręgowców i geomorfologa, który odbył szereg przygód do Indii, Spitzbergenu, Australii, Afryki i w Himalaje. W literaturze spotykana jest także synonimiczna nazwa gatunku – Aulacodus gregorianus.

### Nazewnictwo narodowe
W Afryce i krajach anglojęzycznych funkcjonują nazwy: Lesser cane rat, Lesser savanna cane rat, czy też Smaller grasscutter. W krajach francuskojęzycznych Afryki używane jest określenie Le petit aulacode.
W wydanej w 2015 roku przez Muzeum i Instytut Zoologii Polskiej Akademii Nauk publikacji „Polskie nazewnictwo ssaków świata” gatunkowi nadano nazwę szczeciniec mniejszy, rezerwując nazwę szczeciniec dla rodzaju tych gryzoni.

## Morfologia
Pod względem morfologii Thryonomys gregorianus jest bardzo zbliżony szczeciniec (Thryonomys swinderianus), jest jednak od niego wyraźnie mniejszy. Długość ciała wynosi 35–50,7 cm, zaś samego ogona 6,5–14,3 cm. Dla porównania T. swinderianus mierzy 40–60 cm, zaś sam ogon 20–25 cm. Również waga jest mniejsza: 2,65–7,5 kg (T. swinderianus: 3,4 do max. 12 kg).
Obydwa gatunki Thrynomys rodzą się z czterema siekaczami, których nie wymieniają w czasie dojrzewania. Zęby są w kolorze żółtym lub pomarańczowym. Jak u wszystkich gryzoni, siekacze rosną przez całe życie, co powoduje konieczność ciągłego ich ścierania. Uzębienie jest uznawane za raczej kruche.

## Rozmieszczenie geograficzne
Gatunek pospolicie występuje w sawannach Afryki południowo–wschodniej na wysokości do 2600 m – od Kamerunu, do północnej Angoli na zachodzie, do południowych krańców Kenii, Tanzanii i Mozambiku na wschodzie. Inne źródła wskazują także na Republikę Środkowoafrykańską, Czad, południowy Sudan, Etiopię, Ugandę, Malawi, Zambię, Zimbabwe. Kruger National Park podaje jednak, że T. gregorianus występuje włącznie w Zimbabwe i Mozambiku.

### Ślady kopalne występowaniaThryonomys
Przodkowie gatunków rodzaju Thryonomys mieszkali w rejonie środkowej Sahary w epoce plejstocenu. Poszczególni badacze wskazywali na różne lokalizacje i nazwy: Alfred Romer i Paul Nesbitt pisali o śladach T. logani znalezionych około 800 km od rzeki Niger, a Dorothea Bate opisywała ślady T. arkelli odnalezione w Sudanie. Brak jednak badań czy byli to bezpośredni przodkowie T. gregorianus lub T. swinderianus, czy też gatunki spokrewnione. T. gregorianus znany jest z późnego pliocenu; najstarsze pozostałości pochodzą sprzed z około 3 mln lat z obszaru Omo w Etiopii.

## Ekologia
T. gregorianus jest roślinożercą o szerokim spektrum składników wyżywienia. Motorem trawienia jest fermentacja bakteryjna w kątnicy. Podstawowym elementem diety są trawy o wysokiej zawartości włókna, zasobne w wilgoć i węglowodany.
Mięso obu gatunków Thryonomys należy do jednych z najbardziej poszukiwanych i najdroższych w zachodniej Afryce. Jest dla miejscowej ludności cennym źródłem białka.

### Pasożyty
Na T.gregorianus pasożytują tasiemce Thysanotaenia congolensis.

### Siedlisko
Żyją na podmokłych, trawiastych terenach. Lubią lasy sawanny, bagna i brzegi rzek. Czasami zamieszkują pola uprawne i zjadają plony.

## Hodowla
W Afryce powstaje coraz więcej farm hodujących gryzonie z rodzaju Thryonomys. Powodem są walory smakowe mięsa, niskie koszty i łatwość założenia hodowli oraz duża jej opłacalność. Hodowle są prowadzone na terenach wiejskich i podmiejskich. Produkcja mięsa z gryzoni [Thryonomys spotyka się z zachętą rządów poszczególnych państw afrykańskich, które upatrują w niej jednego ze sposobów zapewnienia wyżywienia lokalnej ludności. Według danych z 2010 roku, rocznie na rynek lokalny Afryki Subsaharyjskiej trafia ponad 73 tony mięsa tych zwierząt, pochodzącego z uboju ponad 15.000 sztuk.

## Zagrożenia i ochrona
Mało jest informacji na temat zagrożeń T. gregorianus. Prawdopodobnie jednak populacja tych zwierząt jest dość intensywnie przetrzebiana jak siostrzany gatunek T. swinderianus. Głównie ze względu na poszukiwane mięso, ale także są wybijane jako szkodniki niszczące uprawy – w tym szczególnie trzciny cukrowej. Dużym zagrożeniem dla gatunku są także wielkie pożary buszu.